# Xilulosa-5-fosfat

Estructura

D-Xilulosa 5-fosfat (D-xilulosa-5-P) és un intermedi en la via de la pentosa fosfat. És un sucre cetosa format a partir de la ribulosa-5-fosfat. Malgrat que abans es creia que actuava principalment en la via de la pentosa fosfat, la recerca recent ha mostrat que aquest sucre té un paper en l'expressió gènica, principalment promovent el factor de transcripció ChREBP en el  well-fed state.